# Astrogorgia milka
Astrogorgia milka is een zachte koraalsoort uit de familie Plexauridae. De koraalsoort komt uit het geslacht Astrogorgia. Astrogorgia milka werd in 2000 voor het eerst wetenschappelijk beschreven door Grasshoff. 